# Acadèmia de les Ciències de Nova York
L'Acadèmia de les Ciències de Nova York (en anglès: New York Academy of Sciences), originalment anomenada Lyceum of Natural History, és la tercera societat científica més antiga als Estats Units. Va ser fundada el 1817.
És una organització independent, sense ànim de lucre, amb més de 25000 membres a 140 països, l'Acadèmia té com a missió avançar en la comprensió de la ciència i la tecnologia. Identifica i promou els avenços científics i professionals de diferents disciplines i límits geogràfics, basteix ponts i permetre sinergies entre les institucions i les persones. Contribueix a ampliar els coneixements científics convocant els principals experts en el marc de reunions, seminaris així com conferències interdisciplinàries, i per la difusió d'informació a través de mitjans impresos i electrònics. L'actual president i conseller delegat de l'Acadèmia és Ellis Rubinstein, i l'actual president del Consell de Govern de l'Acadèmia és el professor de la Universitat de Nova York Paul Horn.